# Paul Martin (politik)
Paul Edgar Philippe Martin (* 28. srpna 1938) je kanadský politik, představitel Liberální strany Kanady, jejímž předsedou byl v letech 2003–2006. Byl premiérem Kanady v letech 2003–2006, ministr financí v letech 1993–2002 a ministrem pro Québec v letech 1993–1996.